# Bro (sanger)
 For alternative betydninger, se Bro (flertydig). (Se også artikler, som begynder med Bro)
Kevin Andreasen (født 13. april 1996) kendt under kunstnernavnet Bro er en dansk sanger fra Rødovre.
Han bor pt. i Nyborg sammen med sin kæreste.

## Familie
Bro har en lillebror Nicklas Busk Andreasen og en storesøster Amanda Diana Busk, der begge har været med i Paradise Hotel i hhv. 2021 (sæson 17) og 2013 (sæson 9).

## Sangkarriere
Bro skrev kontrakt med Universal Musics nye viral-afdeling Hurricane Records, og han arbejder nu sammen med Basim. Bro stod bag hittet ”Hvor er du Bro?”, som fik platin i slutningen af 2016. Nummeret er blevet afspillet på Spotify mere end 13,4 millioner gange.
I starten af 2018 udgav Bro sangen "Sydpå", som er titelsangen til 14. sæson af Paradise Hotel i 2018. "Sydpå" var den mest streamede sang i Danmark i 2018.

## Anden virke

### Fodboldkarriere
Kevin Andreasen har tidligere spillet for Danmarks U16-landshold i fodbold. På dette tidspunkt spillede han for Brøndby IF’s ungdomshold. Han fik sin debut for U-16-landsholdet den 1. november 2011, da han blev skiftet ind efter 62 minutter i stedet for Michael Zacho på Stadium Raanana, Israel, som Danmark tabte 0-3 til Israels ditto. Han spillede ydermere en kamp to dage senere, som også blev Andreasens sidste i dansk landsholdsregi.

## Diskografi

### Bro

#### Singler
| År   | Titel                      | Højeste placering | Certificering | Album              |
| År   | Titel                      | DEN               | Certificering | Album              |
| ---- | -------------------------- | ----------------- | ------------- | ------------------ |
| 2016 | "Hvor er du bro"           | 4                 | Platin        | Ikke-album-singler |
| 2016 | "Lidt til side"            |                   |               | Ikke-album-singler |
| 2017 | "Er nettet nede"           | 30                | Guld          | Ikke-album-singler |
| 2017 | "Mi amor"                  |                   |               | Ikke-album-singler |
| 2017 | "Har du glemt"             |                   |               | Ikke-album-singler |
| 2018 | "Sydpå"                    | 1                 | 2x Platin     | Ikke-album-singler |
| 2018 | "Glad"                     | 7                 | Guld          | Ikke-album-singler |
| 2018 | "Ja"                       | 32                |               | Ikke-album-singler |
| 2018 | "Kondi"                    |                   |               | Ikke-album-singler |
| 2019 | "Døgnrytme"                | 20                |               | Ikke-album-singler |
| 2019 | "Skør"                     | 34                |               | Ikke-album-singler |
| 2019 | "Igen i år"                | 32                |               | Ikke-album-singler |
| 2020 | "Afstand                   | 35                |               | Ikke-album-singler |
| 2020 | "Jeg vil la' lyset brænde" | 28                |               | Ikke-album-singler |
| 2021 | Tæt På                     |                   |               | Ikke-album-singler |

## Reference
1. ↑  Kasper Ellesøe (16. juli 2017), Hvor er du Bro?, Sjællandske Medier, hentet 5. marts 2018
2. ↑  Emilie Egebro (21. april 2021) Popstjernes lillebror indtager 'Paradise', EkstraBladet. Hentet 19. maj 2021.
3. ↑  Kristian Dam Nygaard (3. november 2016), Sådan blev 'Hvor er du bro' et hit: Det startede med et opkald fra Basim, Metroxpress, arkiveret fra originalen 6. marts 2018, hentet 5. marts 2018
4. ↑  Kasper Ellesøe (16. juli 2017). "Hvor er du Bro ?". sn.dk.
5. ↑  Emil Minana (9. februar 2018), Hør den her: BRO har lavet titelsangen til årets "Paradise Hotel", Se og Hør, hentet 5. marts 2018
6. ↑  Det hørte vi i 2018: Se listen over årets 10 største hits
7. 1 2  "Kevin Andreasen". DBU.
8. ↑  "Danmark - Israel 0-3". DBU.
9. ↑  "Danmark - Israel 2-1". DBU.
10. ↑  "danishcharts.com - Discography Bro". Hung Medien. Arkiveret fra originalen 3. januar 2017. Hentet 15. august 2016.
11. ↑  2016-SD236 | IFPI
12. ↑  2018-SD165 | IFPI